# Micha Derrider
Micha Deridder, née en 1967, à Charleroi en Belgique est une plasticienne. Elle travaille essentiellement le textile et le vêtement. Elle vit à Nantes.

## Biographie
Elle suit des études de stylisme et de création de mode à l'École Nationale Supérieure des Arts Visuels La Cambre, à Bruxelles et obtient le diplôme avec la plus grande distinction en 1994.Sélectionnée au festival de la mode à Hyères en 1993 et 1994, elle remporte le premier prix du Festival des Jeunes créateurs, à Tignes, en 1995.  Elle réalise un post-diplôme à l'école des Beaux-arts à Nantes, en 1998.
Son champ d'intervention se situe entre la mode et l'art. Le vêtement et le textile sont les médiums qu'elle utilise principalement. Micha Deridder détourne, décale l'usage du vêtement. Ses réalisations sont empreintes d'humour et d'un sens de la convivialité. Elle aime échanger et faire participer le public à ses œuvres. Elle utilise aussi le dessin, la photo et la vidéo.

## Parcours artistique
Elle réalise des vêtements qu'elle offre au public, comme un jeu, un échange. Le public essaie les vêtements, explore les possibles. Les personnes spectatrices  deviennent actrices de leur geste, portant elles-mêmes l'œuvre et en faisant partie.
En 2000, Consommez la mariée, Micha Deridder fabrique une robe de mariée en barbe à papa sur une structure métallique. Lors du vernissage de l’exposition de Juste au corps, de la peau au vêtement à La Criée à Rennes, le visiteur muni d’un bâtonnet est invité à goûter la barbe à papa, provoquant ainsi a disparition de la robe.
En 2011, Micha Derrider réalise La Garde-Robe À Danser. Il s'agit d'une garde-robe mobile emplie d'une centaine de vêtements sculpture et habitée par plusieurs danseurs ou acteurs. Le costume contraint ou amplifie les mouvements, déguise ou dévoile les corps. Le costume crée une nouvelle danse.
Elle  conçoit aussi C’est impossible à dessiner, c’est rond. Il s'agit d'une chambre de l'Hôtel Pommeraye à Nantes, pour laquelle Micha Deridder réalise le mobilier et la décoration sans aucun angle.
En 2013 commence le « projet des valises à », elle part au Japon avec une valise dans laquelle elle emporte différentes pièces de « La première valise » qu'elle expose à Tokyo, Institut Français, à Zoo-No-Hana Terrace à Yokohama et à Anewal Galery à Kyoto. Lors de son voyage, elle rencontre différents créateurs et fabricants textiles, elle repart avec quelques morceaux de leur production laissés au rebut et avec lesquels elle fabrique "la valise Japon", qu'elle expose à Kyoto lors de la biennale Parasophia a la Galery Galery. Elle travaille également avec les danseurs de la compagnie Monochrome Circus pour réaliser un film à la Villa KUJOYAMA et une performance présentée à l'Institut Français de Kyoto pendant Nuit Blanche en octobre 2015.
En 2016, en résidence « le fil et l'inachevé », au site Saint -Sauveur à Roche-Servières,  Micha Deridder utilise les couches de poussières des sèches-linges pour fabriquerLes petits mondes, elle en fait des strates habitées par des petits personnages. Micha Deridder utilise aussi les restes de pelotes de laine données par les habitants et construits des pelotes aléatoires. Elle invite ensuite les habitants et les habitantes de la maison de retraite à tricoter des fils de couleur pour former des tableaux de paysages abstraits.
Elle travaille également sur des cagoules et des masques que les visiteurs peuvent essayer formant ainsi un défilé de mode atypique, et une sculpture, l'arbre à cagoule.

## Expositions et performances
- Le fil et l'inachevé, 26 septembre au 16 novembre 2016,  Site Saint-Sauveur, Rocheservière, 2016
- La valise Japon, Galerie Galery, Institut Français, Kyoto, Japon, 2015
- la première valise, Institut Français, Tokyo, 2013
- Fashion Factory, installation et performance, Studio 13/16, Centre Georges Pompidou, Paris, 2011
- Fri Art, centre d’art, Fribourg, Suisse, 2008
- La Maison Folie, Mons, Belgique, 2008
- Les Soirées Nomades, Fondation Cartier pour l’art contemporain, Paris, 2006
- Chantiers d’artistes, Le Lieu Unique, Nantes, 2006
- Juste au corps, de la peau au vêtement, La Criée, Rennes, 2000
- Le projet des perméables, invitation de Laurent Moriceau, Palais de Tokyo, Paris, 2002
- Le projet des perméables, L’imagerie, Lannion Cabine d’essayage, L’imagerie, Lannion
- Et comme l’espérance est violente, FRAC des Pays de la Loire, Carquefou, 2000
- Actif/réactif, la création contemporaine à Nantes, Le lieu Unique, Nantes, 2000
- Festival Mettre en scène, déambulations et vidéos, Théâtre National de Bretagne, Rennes, 1999